# Pieve di San Giovanni Battista (Pomarance)
La pieve di San Giovanni Battista si trova a Pomarance, in via Paolo Mascagni.

## Storia e descrizione

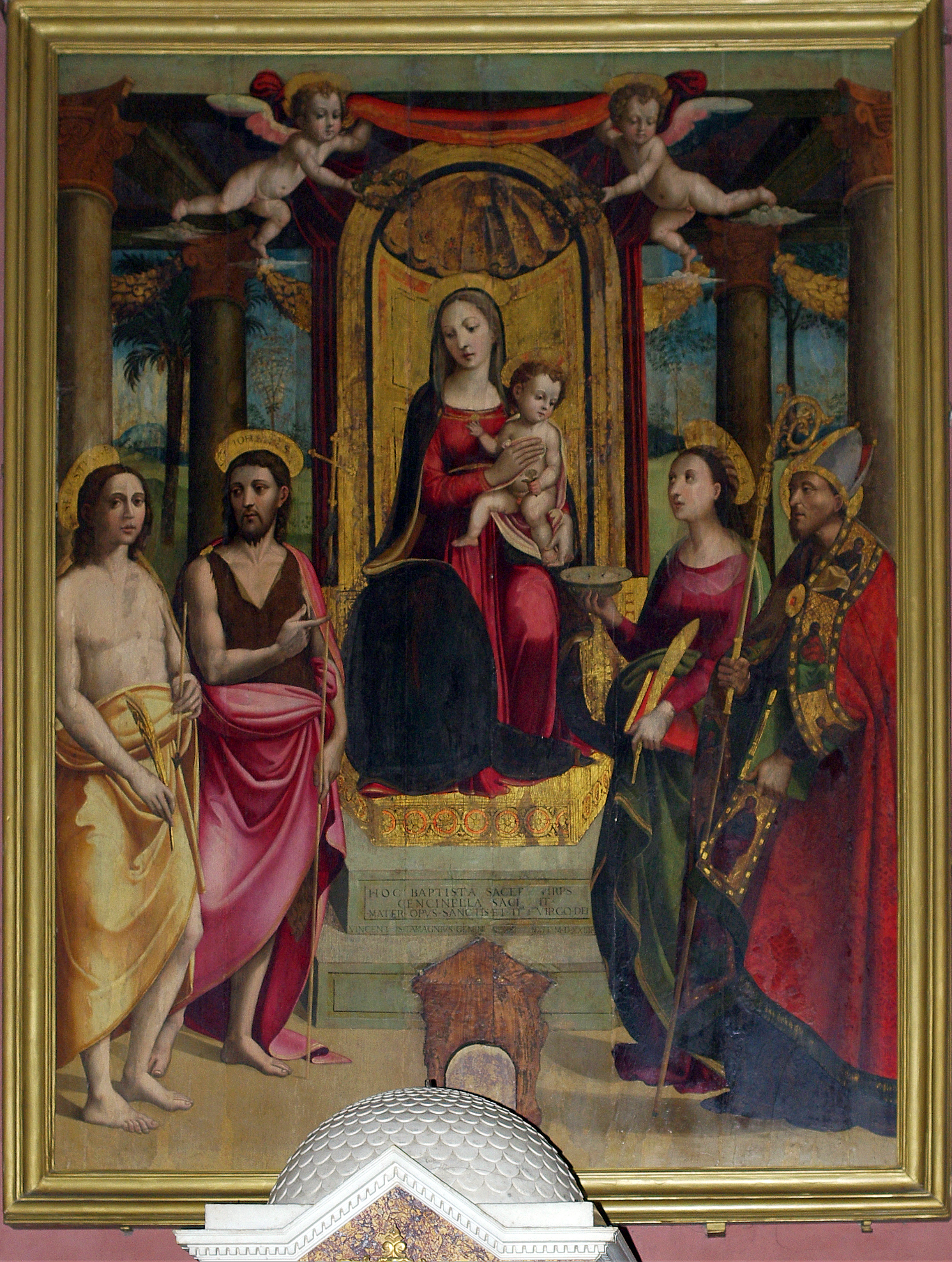
Vincenzo Tamagni, Madonna e santi

Testimoniata in periodo medievale, sorge su una necropoli etrusca e nei primi decenni dell'Ottocento venne radicalmente modificata conservando dell'originale impianto solo la facciata ad arcate cieche. L'interno, a tre navate, è decorato da un imponente ciclo di affreschi con Scene della vita di Cristo realizzato dal pittore neoclassico Luigi Ademollo nel 1837.
Si segnalano anche la Madonna e santi di Vincenzo Tamagni (1525), e l'Annunciazione di Cristoforo Roncalli, detto il Pomarancio. In canonica si conserva una Madonna con bambino di scuola senese (1329). In controfacciata un epitaffio ricorda il poeta umanista, di origine greca, Michele Marullo, deceduto nelle acque del fiume Cecina nel 1500.
L'organo a canne venne costruito da Filippo Tronci nel 1837 ed aveva in origine due manuali; venne ridotto ad unica tastiera nel 1889 da Filippo III Tronci. Esso è caratterizzato dall'avere una cassa con due prospetti affiancati.